# Ostring (Bern)
Ostring ist ein Quartier der Stadt Bern.
Es gehört zu den 2011 bernweit festgelegten 114 gebräuchlichen Quartieren und liegt im Stadtteil IV Kirchenfeld-Schosshalde, dort im statistischen Bezirk Schosshalde. Es umfasst die Wohnbebauung beidseits der Strasse Ostring zwischen Thunplatz im Süden und der Fussgängerbrücke über die Autobahn A6 nahe der Bürglenstrasse im Norden unweit der im Quartier befindlichen Zufahrten der Autobahnabfahrt Ostring. Angrenzende Quartiere sind Egelmoos, Wyssloch, Zentrum Paul Klee, Schöngrün/Vermont, Freudenberg, Jolimont, Murifeld, Elfenau/Brunnadern und Gryphenhübeli/Thunplatz.
Im Jahr 2022 lebten im Quartier 1547 Personen, davon 1099 Schweizer und 448 Ausländer.

## Bebauung
Die Wohnbebauung besteht aus sehr einheitlichen und einfachen vierstöckigen Reihenhäusern, die auf der Westseite der Strasse quer zum Ostring und auf der Ostseite längs dazu stehen. Im Burgernziel befindet sich die Katholische Kirche Bruder Klaus.
In einer sozialräumlichen Analyse wurde 2017 festgestellt, dass im Quartier der Anteil der Familienhaushalte mit 20 % eher durchschnittlich ist. 50 bis 70 % sind Einpersonenhaushalte. Der Anteil Kinder von 0 bis 12 Jahren ist eher tief (7,8 bis 8 %).
In der Bürglenstrasse befindet sich die Kunstturnhalle EWB der Berufsfachschule des Detailhandels (BSD), wo auf hohem Niveau mit dem Ziel Nationalmannschaft ebenso trainiert wird wie im Breitensport.

## Verkehr
Die Strassenbahnlinie 7, die städtische Buslinie 28 und die Buslinie 40 der RBS halten entlang des Ostringes.
Ab Mitte 2019 wurde die Achse zwischen Helvetia- und Freudenbergplatz für rund 15 Millionen Franken gesamtsaniert. Ein Ziel war, beidseitig eine rund 1,8 Meter breite Velospur anzulegen.
In Planung befindet sich ein «Bypass» als Tunnel der häufig überlasteten Autobahn A6 zwischen Bern-Wankdorf und Muri, welche heute auch durch das Wohngebiet am Ostring führt. Die jetzige Autobahn wird zur Stadtstrasse und bedient dann auch die heutige Ausfahrt Ostring. Es wird noch mit einer längeren Planungszeit gerechnet, die Eröffnung ist 2045 geplant. Bis dahin sollen die Pannenstreifen der Autobahn für den Verkehr umgenutzt werden.